# Radio Maria België
Radio Maria België is een katholieke radiozender die van oktober 2011 tot eind 2017 te ontvangen was op verscheidene FM-frequenties in Vlaanderen. Na het herschikken van de FM-frequenties door de Vlaamse regering is de zender sinds 2018 enkel te beluisteren via DAB+, via haar website en via Telenet kanaal 912 (in Brussel: kanaal 932). 
De studio’s zijn gevestigd in Egenhoven, een wijk in Leuven. Radio Maria is onderdeel van een groot wereldwijd netwerk van gelijknamige radiostations.

## Inhoud programmatie
De inhoud van de uitzendingen is gebaseerd op drie pijlers:
- Eén derde van de tijd is toegewijd aan het gebed. Dagelijks zendt men vanuit een kerk in Vlaanderen de Heilige Mis uit, bidt men de rozenkrans en de getijdengebeden van de Kerk.
- Een tweede derde brengt men programma’s die zich concentreren op het onderricht van de luisteraars. Op deze wijze kan men kennis maken met het katholieke geloof, onder andere door middel van getuigenissen, catechetisch onderricht en programma’s die de spirituele rijkdom van grote heiligen van de Kerk willen laten kennen.
- Een laatste derde van de tijd verneemt men aan de hand van verscheidene maatschappelijke programma’s Vaticaanse, kerkelijke en andere actualiteiten en is er een mengeling van religieuze, klassieke, liturgische, meditatieve en christelijke muziek te horen.

## Werking
Kenmerkend aan Radio Maria is dat haar werking enkel mogelijk gemaakt wordt door middel van de donaties van luisteraars. Men maakt de keuze om geen inkomsten uit reclame te genereren. Dit om enerzijds de geest van de radio te bewaken en anderzijds de mogelijkheid te bieden aan haar medewerkers het Evangelie te beleven in hun professionele activiteiten, rekenend op de Goddelijke voorzienigheid en de solidariteit van de luisteraars.

## Bestuursorgaan
De activiteiten van Radio Maria zijn georganiseerd onder Radio Maria VZW, waar een raad van bestuur instaat voor de beleidsbeslissingen. 
De kerkelijke autoriteiten hebben in samenspraak met Radio Maria VZW priester Karlo Tyberghien aangesteld als programmadirecteur. Hij wordt in zijn opdracht bijgestaan door een aantal vaste medewerkers. 
Wat verder ook kenmerkend is voor Radio Maria is het werken met vele vrijwilligers die ingeschakeld worden in de vele domeinen van het radiomaken. 

## Oorsprong
De oorsprong van Radio Maria ligt in Italië, waar lokale zenders van verschillende parochies hun krachten bundelden tot één netwerk. Later ging Radio Maria nationale programma's maken. Inmiddels zijn ze op alle continenten actief en de radiostations worden overzien door een overkoepelende organisatie met de naam World Family of Radio Maria. Op die manier kunnen ze in meer dan 65 landen actief zijn en het Evangelie verspreiden.